# 실리콘 밸리

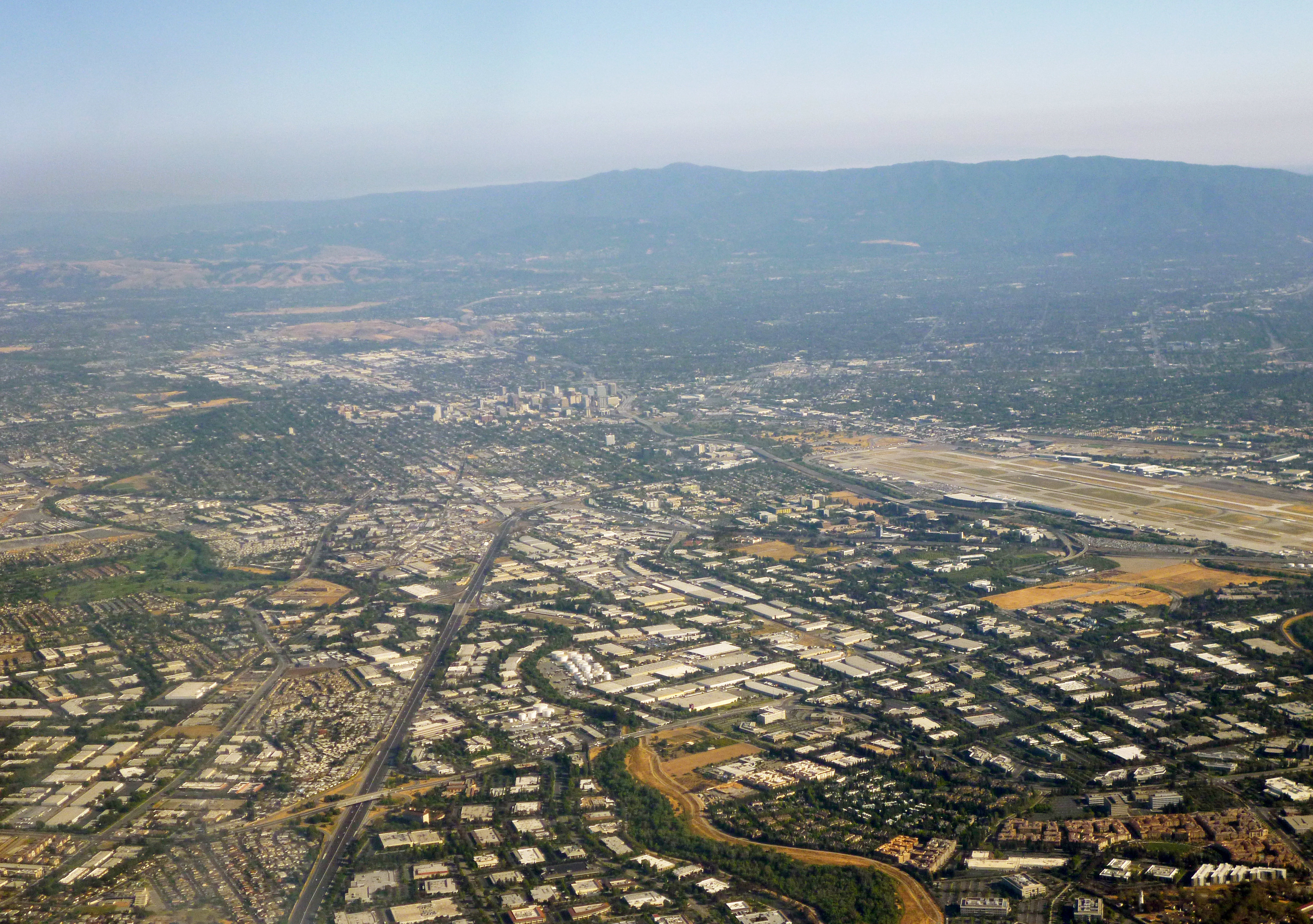
실리콘 밸리

실리콘 밸리(영어: Silicon Valley)는 미국 캘리포니아주 샌프란시스코 만 지역 남부를 이르는 말이다. 이 지역에 실리콘 칩 제조 회사들이 많이 모여있었기 때문에 이와 같이 이름 붙여졌다. 현재는 온갖 종류의 첨단기술 회사들이 이 지역에서 사업을 벌이고있다. 실리콘 밸리는 미국뿐만 아니라 전 세계적인 기술혁신의 상징이 되었다. 1인당 특허수, 엔지니어의 비율, 모험자본 투자등의 면에서 미국내 최고 수준을 유지하고 있다. 이 지역은 하이테크 경제의 성공에 힘입어 매우 부유한 지역이 되었다. 경제적인 성공은 많은 다른 지역에 실리콘 밸리와 유사한 명칭을 낳았는데 뉴욕의 실리콘앨리나 판교의 테크노벨리가 그 예이다.

## 실리콘 밸리의 성공 비결
실리콘 밸리의 성공 비결은 다음과 같다.
- 전 세계에서 모여드는 유능한 엔지니어와 사업가들
- 모험 자본 투자자들 (venture capital)
- UC버클리, 스탠포드 등의 교육연구기관

## 입주 기업

### 새너제이지역

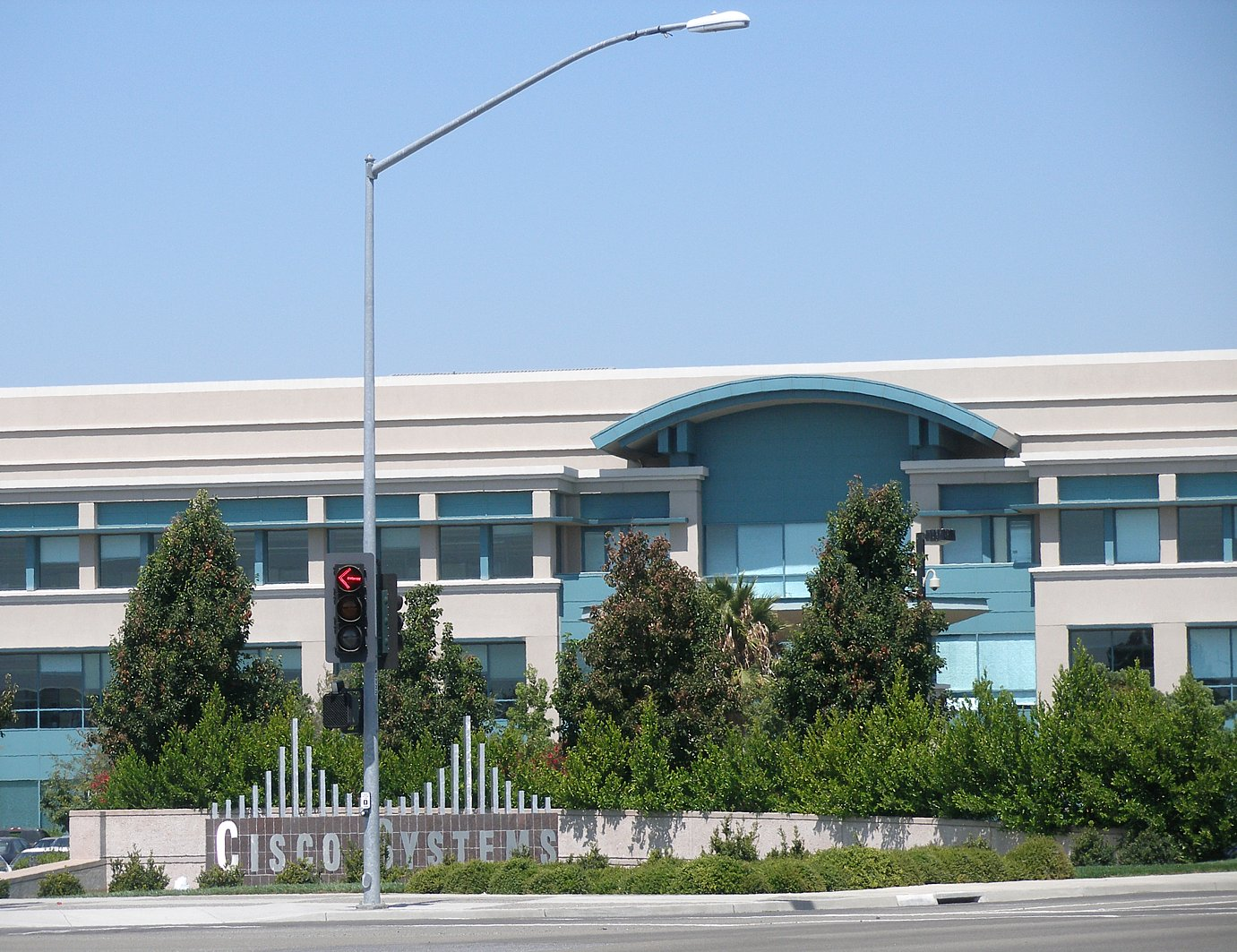
시스코 시스템즈 본사

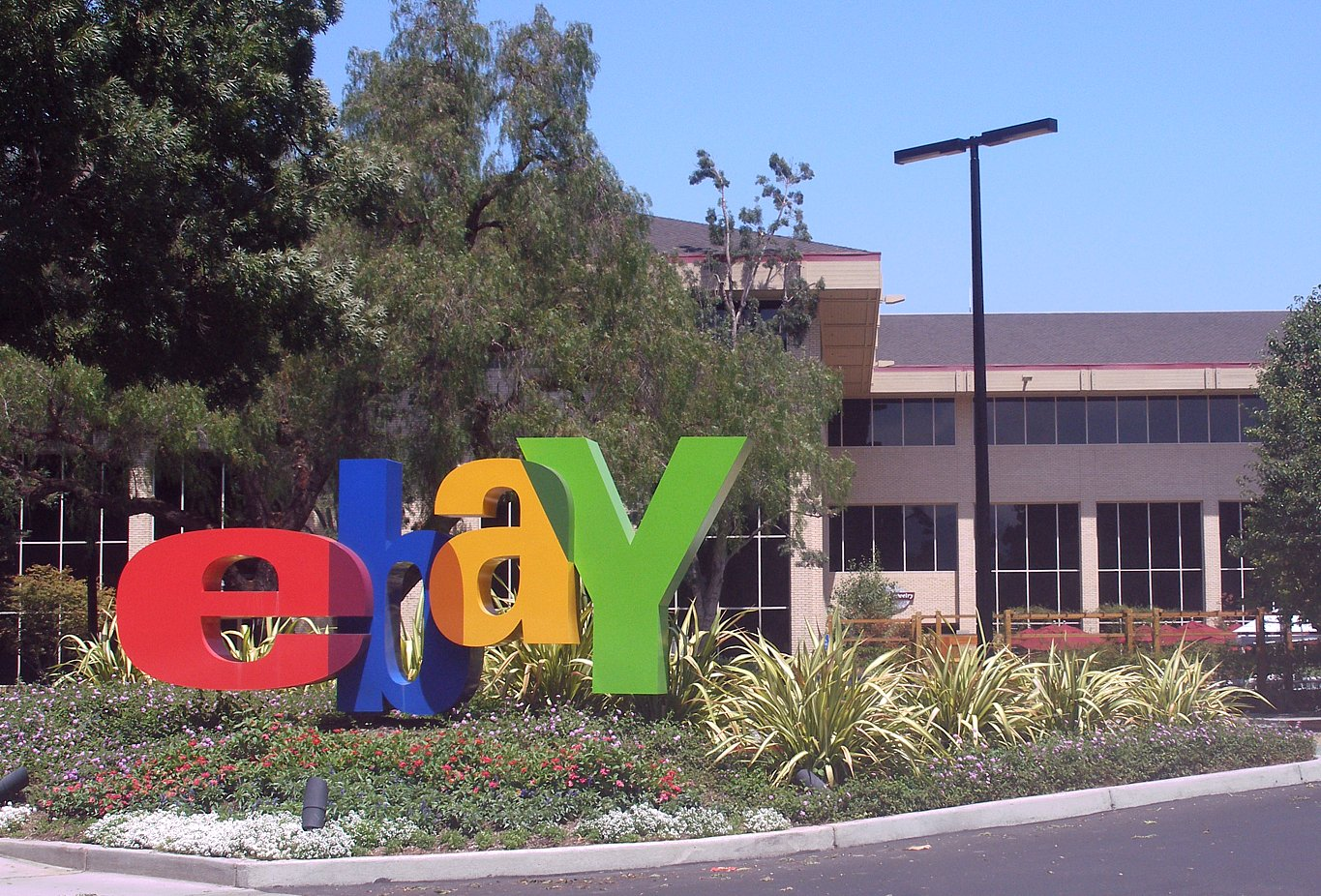
이베이 본사

- 어도비
- 케이던스 디자인 시스템
- 시스코 시스템즈
- 이베이
- 브로케이드 커뮤니케이션스
- 페어차일드 반도체
- 페이팔
- 맥심 인터그레이티드
- 줌 비디오 커뮤니케이션
- SK하이닉스 (미국지사 사무실)
- 삼성반도체 (미국지사 사무실)

### 쿠퍼티노지역

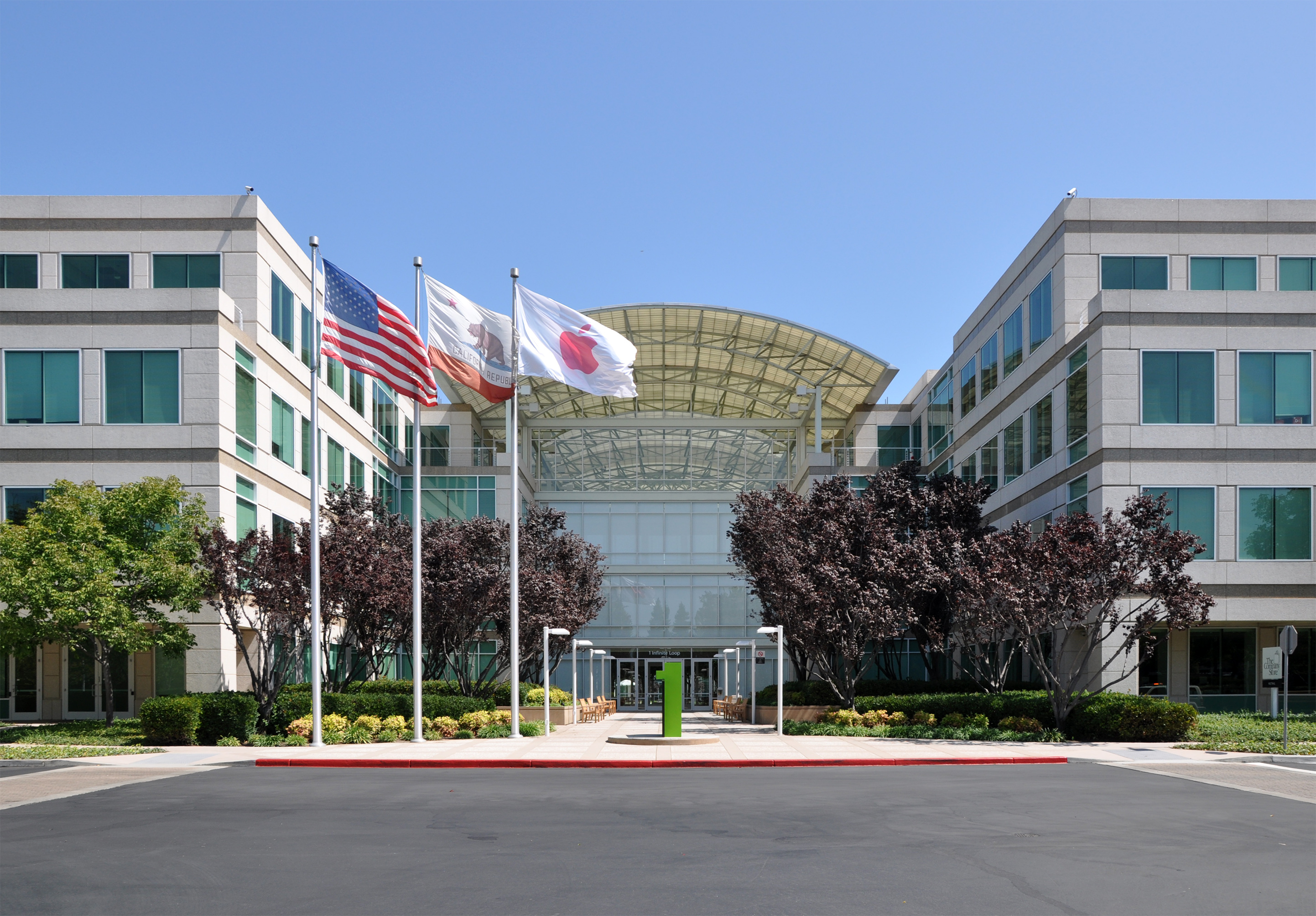
애플 본사

- 애플
- 트렌드 마이크로
- 씨게이트
- 휴렛팩커드 (일부 사무실)
- 오라클 (일부 사무실)

### 서니베일지역

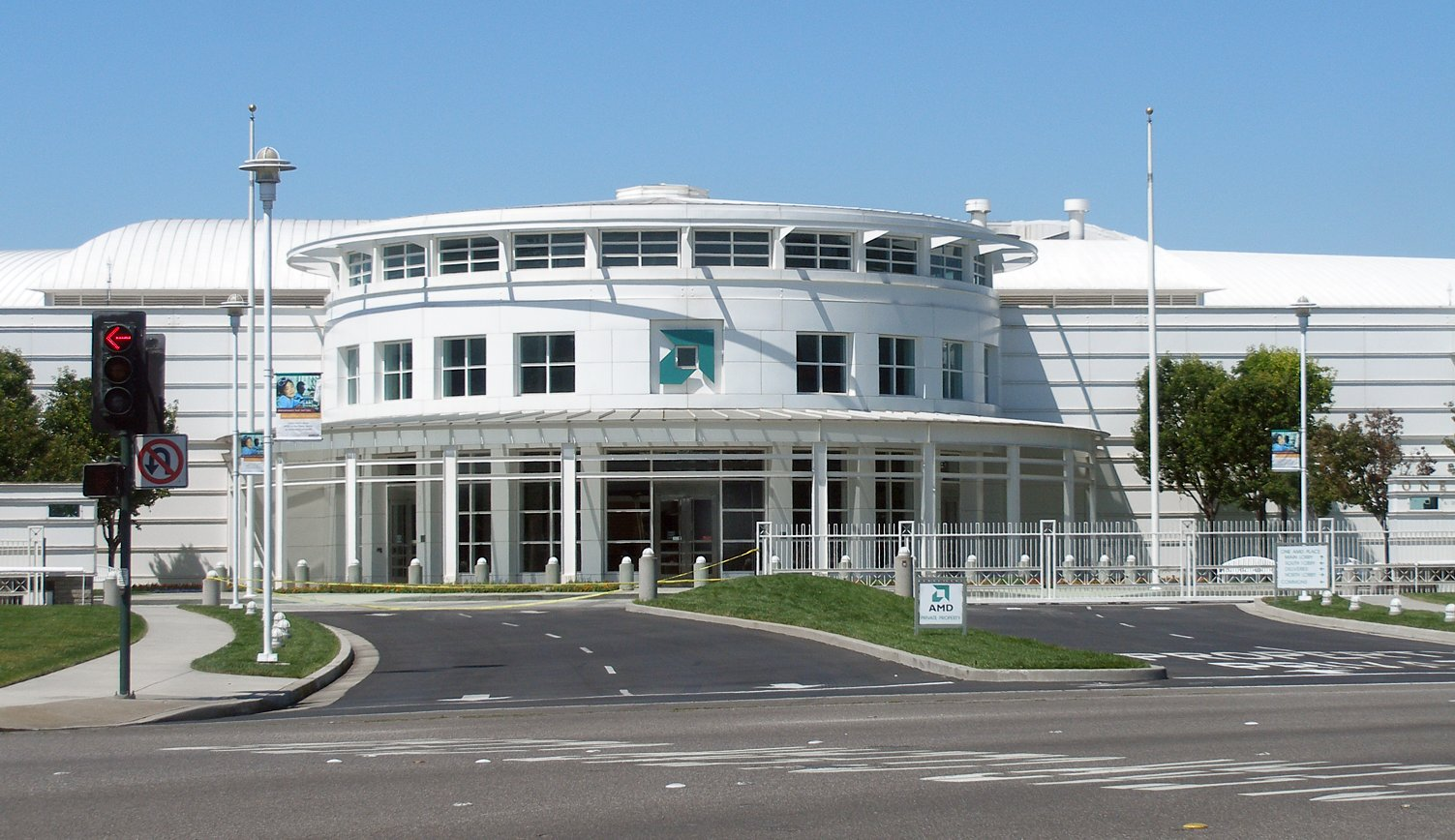
AMD 본사

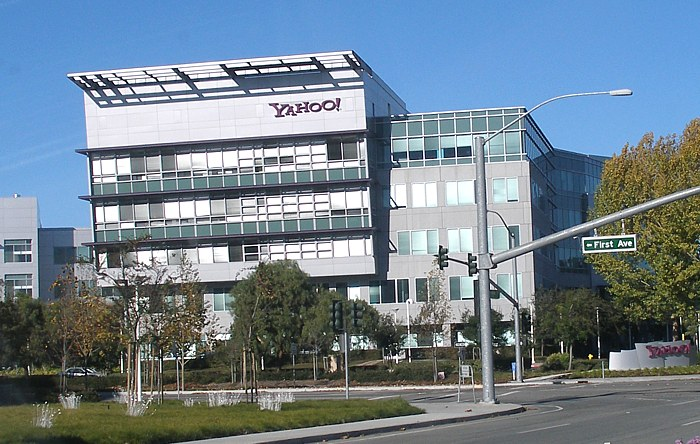
야후 본사

- 야후!
- 인튜이티브 서지컬
- 후지쯔 (미국지사 사무실)

### 산타클라라지역

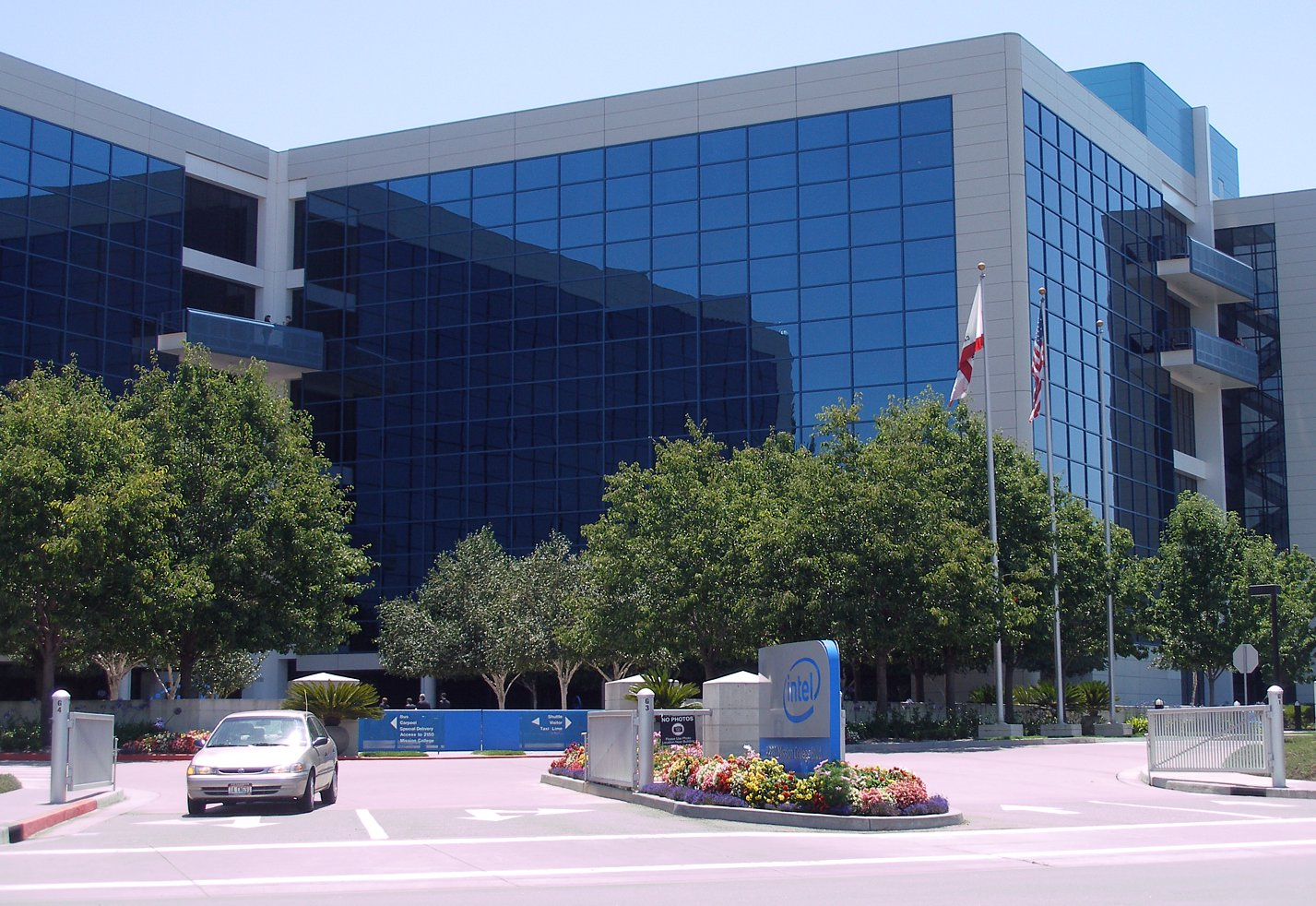
인텔 본사

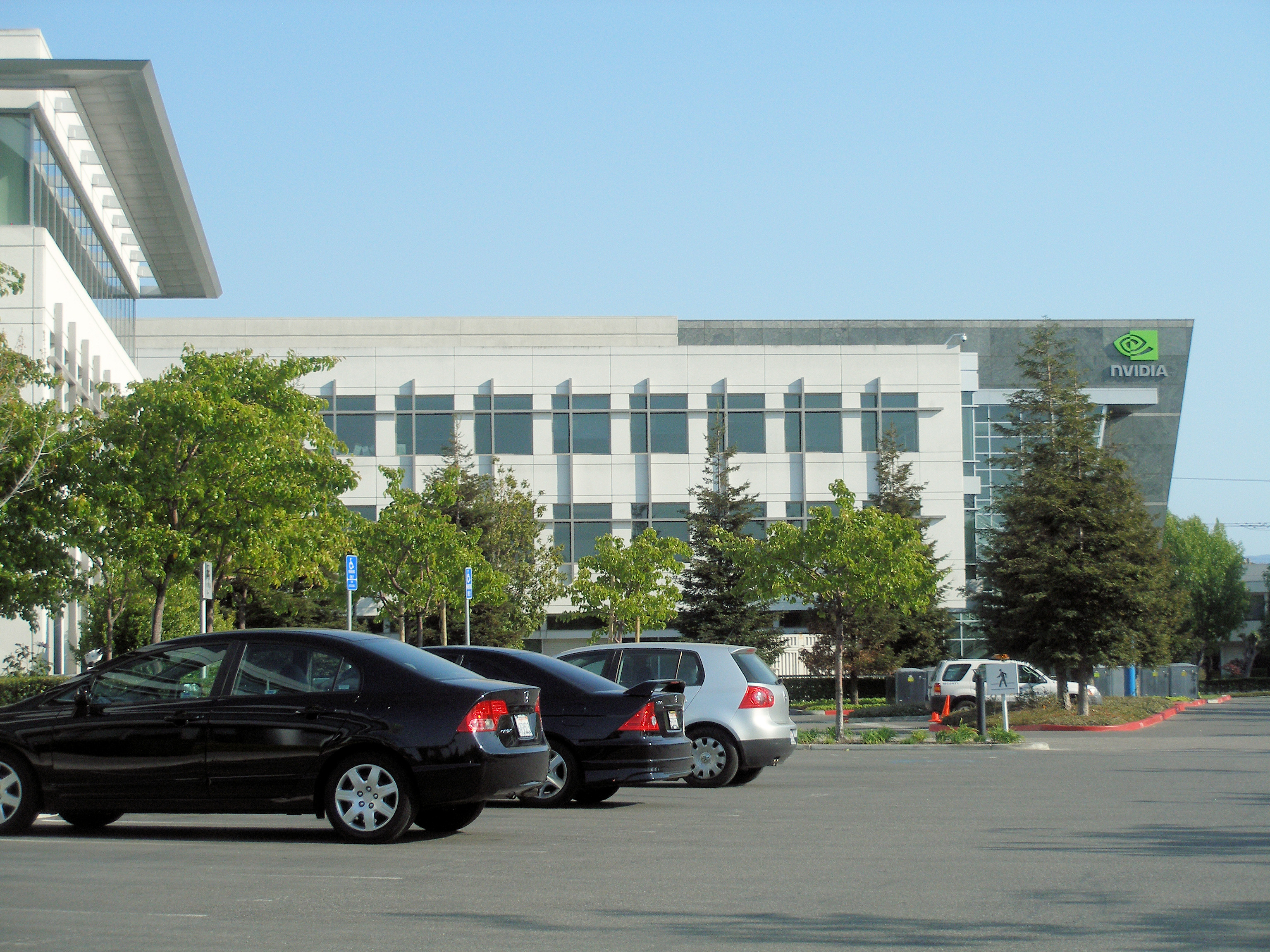
엔비디아 본사

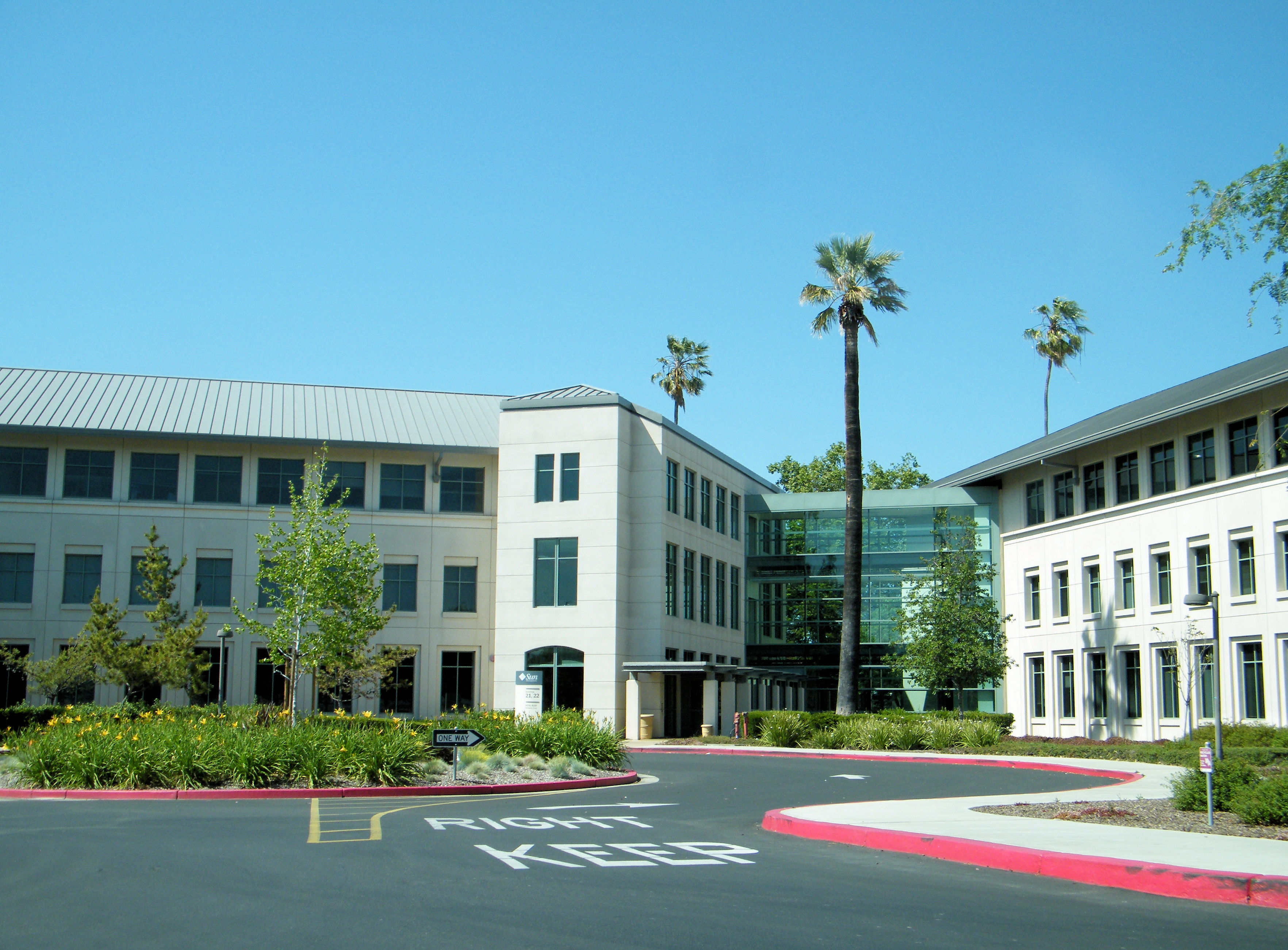
썬마이크로시스템즈 본사

- AMD
- 인텔
- 엔비디아
- 어플라이드 머티어리얼즈
- 썬마이크로시스템즈
- Applied Materials
- 인텔 시큐리티
- 시냅틱스
- WhatsApp
- 서비스나우
- 내셔널 세미컨덕터

### 프리몬트지역
- 마이크론 테크놀로지
- 커세어
- 램 리서치

### 마운틴뷰지역
- 구글
- 노턴라이프록
- 모질라 재단
- 링크드인
- 마이크로소프트 (일부 사무실)
- 인튜이트

### 밀피타스지역
- 샌디스크
- Phoenix Technologies
- 시스코 시스템즈 (일부 사무실)
- KLA Corporation

### 팰로앨토지역
- HP
- VMware
- 핀터레스트
- 구글 네스트
- 테슬라
- Accenture (일부 사무실)
- 델 (일부 사무실)
- 록히드 마틴 (일부 사무실)
- 메릴린치 (일부 사무실)
- 노키아 (일부 사무실)
- SAP SE (일부 사무실)

### 레드우드시티지역

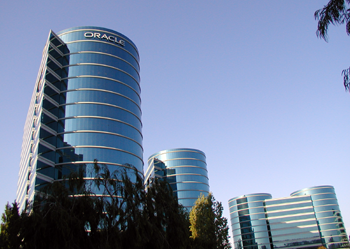
오라클 본사

- 오라클
- 인포매티카
- 일렉트로닉 아츠

### 멘로파크지역
- 페이스북
- 구글
- 애플

### 로스가토스지역
- 넷플릭스

## 관련 도시및 대학교

### 도시
- 캠벨
- 쿠퍼티노
- 이스트 팰러앨토
- 프리몬트
- 로스앨토스
- 로스앨토스 힐스
- 로스가토스
- 멘로 파크
- 마운틴 뷰
- 팰러앨토
- 새너제이
- 샌타클래라
- 사라토가
- 서니베일
- 레드우드시티
- 샌마테오

### 대학교
- 새너제이 주립 대학교
- 샌타클래라 대학교
- 스탠퍼드 대학교
- UC 버클리

## 같이 보기
- 실리콘 힐스 - 텍사스주 오스틴
- 실리콘앨리 - 뉴욕 맨해튼
- 실리콘글렌 - 영국 스코틀랜드의 글래스고와 에든버러를 잇는 110km의 지역
- 칠리콘 밸리(Chilicon Valley) - 칠레 정부에서 운영하고 있는 외국인 투자 및 창업자들을 위한 프로그램